# 米氏燭光魚
米氏燭光鱼（学名：Polyipnus meteori）为輻鰭魚綱巨口魚目褶胸鱼科的其中一種。分布於印度太平洋區，包括馬達加斯加、印尼、吉里巴斯等海域，為深海魚類，棲息深度可達1000公尺，會進行垂直性洄游，體長可達5.5公分。